# Пленницы (пьеса)
«Пленницы» — трагедия древнегреческого драматурга Софокла (V век до н. э.) на тему мифов о Троянской войне. Её текст утрачен за исключением ряда небольших отрывков (фрг. 33a — 59 Radt).
Пьеса упоминается в античном предисловии к трагедии Софокла «Аякс». Известно, что она принадлежала к троянскому циклу, но других данных о пьесе нет, а сохранившиеся отрывки ничего не говорят о сюжете. Антиковед Ф. Зелинский предположил, что «Пленницы» — это второе название трагедии «Аякс Локрийский», герой которой надругался над Кассандрой, принёс ложную клятву и был наказан богами.